# Kissimmee

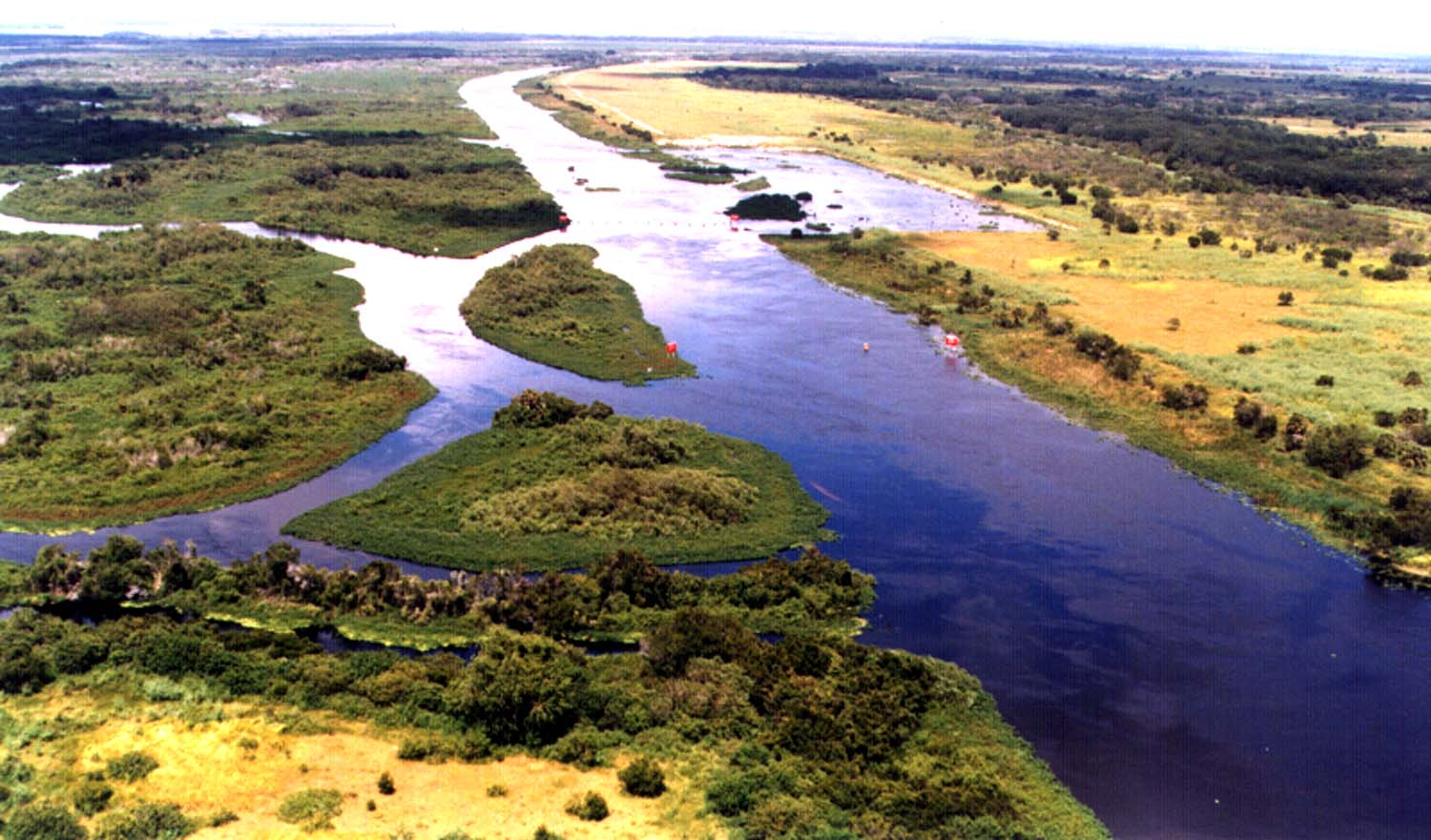
Râul Kissimmee

Râul Kissimmee este un râu din statul Florida, Statele Unite ale Americii.